# ИН4С
ИН4С (инфорс) је информативни веб портал који је почео са радом 6. маја 2008. године. За око 4 године од оснивања сајта, израстао је у веома утицајан медиј који је примарно фокусиран на подручју Црне Горе.
Поред тога овај портал интензивно прати дешавања у региону и свијету, и то у областима културе, спорта, науке и технологије.

## Историјат и одлике
Правовременост, садржајност, а посебно истицање оних детаља јавног и политичког живота који нису на листи интересовања „мејнстрим” медија, постали су водећа обиљежја уређивачке политике ИН4С-а, која је награђена сталним и динамичним растом посјета.
ИН4С се током 2011. године укључио у пописну кампању истичући најзначајније личности из српске историје и културе кроз бројне билборде, брошуре, интернет и новинске публикације.
Портал је недавно покренуо акцију против приступања Црне Горе у НАТО-у координишући мрежу невладиних организација „Не у рат – не у НАТО”. Неки од детаља и резултата тог дјеловања су представљени на веб–сајту.
Оно што ИН4С посебно издваја као медиј је јака колумнистичка линија са веома цијењеним и цитираним анализама, како у остатку интернет заједнице, тако и у сфери политике. За ИН4С су писали или пишу: Гојко Перовић, Војин Грубач, Никола Маловић, Бећир Вуковић, Ранко Рајковић, Владимир Павићевић, Драгутин Димитријевић Апис, Бошко Радовић, Милош Дојчиновић, Никола Миланковић, Радомир Божовић, Игор Дамјановић, Славиша Чуровић, Миша Ђурковић, Владимир Божовић, Перфект Стренџер (Бошко Вукићевић)...
Одговорни уредник овог веб–сајта је Гојко Раичевић, који је и директор дневних новина Слобода.